# Praag 8
Praag 8 is zowel een gemeentelijk district als administratief district van de Tsjechische hoofdstad Praag. Het is het grootste en belangrijkste gemeentelijke district van het gelijknamige administratieve district. Tot het administratieve district behoren ook de gemeentelijke districten Praag-Breziněves, Praag-Ďáblice en Praag-Dolní Chabry.

## Gemeentelijk district
Tot het gemeentelijk district Praag 8 behoren de gehele wijken Bohnice, Čimice, Karlín en Kobylisy. Ook gedeelten van de wijken Libeň, Nieuwe Stad (Praag), Střížkov, Troja en Žižkov zijn onderdeel van Praag 8. Het gemeentelijk district Praag 8 heeft 99.840 inwoners (2005), het administratieve district met dezelfde naam heeft 106.255 inwoners (2005).

### Aangrenzende districten en gemeenten
In het noorden grenst Praag 8 aan twee andere gemeentelijke district van het administratieve district, Praag-Ďáblice en Praag-Dolní Chabry. Ten oosten van Praag 8 liggen Praag 18-Letňany en Praag 9 en ten zuiden ligt Praag 3. Aan de westkant liggen van zuid naar noord de districten Praag 1, Praag 7, Praag-Troja, Praag 6 en Praag-Suchdol. Ten noordwesten van Praag 8 ligt de gemeentegrens van Praag. Aan de andere zijde van de grens liggen de gemeenten Zdiby en Roztoky.
Praag 1 · Praag 2 · Praag 3 · Praag 4 · Praag-Kunratice · Praag 5 · Praag-Slivenec · Praag 6 · Praag-Lysolaje · Praag-Nebušice · Praag-Přední Kopanina · Praag-Suchdol · Praag 7 · Praag-Troja · Praag 8 · Praag-Březiněves · Praag-Ďáblice · Praag-Dolní Chabry · Praag 9 · Praag 10 · Praag 11 · Praag-Křeslice · Praag-Šeberov · Praag-Újezd · Praag 12 · Praag-Libuš · Praag 13 · Praag-Řeporyje · Praag 14 · Praag-Dolní Počernice · Praag 15 · Praag-Dolní Měcholupy · Praag-Dubeč · Praag-Petrovice · Praag-Štěrboholy · Praag 16-Radotín · Praag-Lipence · Praag-Lochkov · Praag-Velká Chuchle · Praag-Zbraslav · Praag 17-Řepy · Praag-Zličín · Praag 18-Letňany · Praag 19-Kbely · Praag-Čakovice · Praag-Satalice · Praag-Vinoř · Praag 20-Horní Počernice · Praag 21-Újezd nad Lesy · Praag-Běchovice · Praag-Klánovice · Praag-Koloděje · Praag 22-Uhříněves · Praag-Benice · Praag-Kolovraty · Praag-Královice · Praag-Nedvězí